# Пашман (тральщик)
Пашман (сербохорв. Пашман / Pašman), ранее именовался MT134, Альбона (итал. Albona) и Мосор (сербохорв. Мосор / Mosor) — тральщик, состоявший на вооружении Военно-морских сил Австро-Венгрии, Италии, Югославии и Независимого государства Хорватии. Уничтожен в 1944 году.

## История
Построен и спущен на воду в Кралевице в 1917 году под именем MT134 как минный заградитель класса MT военно-морских сил Австро-Венгрии. Всего было запланировано строительство 14 кораблей, но MT134 стал одним из трёх построенных кораблей. В 1920 году он был продан Италии и служил там под именем Альбона. В 1931 году передан Югославскому королевскому флоту и переименован в «Мосор»: помимо этого, в руки югославов были переданы ещё четыре корабля, получившие названия «Марьян», «Малинска», «Мелине» и «Млет» (из них был составлен класс «Малинска»). В 1939 году на корабль были установлены 66-мм и 47-мм орудия фирмы «Шкода».
17 апреля 1941 в Которском заливе корабль был захвачен немцами и передан Италии. Итальянцы переименовали его в «Пашман» (Pašman), в честь адриатического острова, на который претендовали как Италия, так и Хорватия. После капитуляции Италии с сентября 1943 года его стали использовать военно-морские силы Независимой державы Хорватской. 31 декабря 1943 г. в Козьей-Драге у острова Ист тральщик «Пашман» был захвачен югославским партизанским судном НБ-3 «Ядран». В плен попали 24 немца и 4 хорвата. 5 января 1944 корабль был переименован снова в «Мосор», чуть позднее был обстрелян и взорван. 9 января 1944 г. прибывшая на место боя немецкая спасательная группа обнаружила только обломки тральщика, а 13 января партизаны уничтожили и уцелевшие обломки.